# Anselm Jappe
Anselm Jappe (Bonn, 1962) és un filòsof alemany. És professor d'estètica a l'Accademia di Belle Arti de Frosinone (Itàlia). La seva perspectiva de treball gira entorn del concepte de “fetitxisme de la mercaderia” i es basa en una relectura de les categories crítiques de Karl Marx, així com en les idees de Guy Debord: Les aventures de la marchandise. Pour une nouvelle critique de la valeur, Denoël, 2003; L'avant-garde inacceptable. Réflexions sur Guy Debord, Lignes, 2004 (tr. cast., El absurdo mercado de los hombres sin cualidades. Ensayos sobre el fetichismo de la mercancia -con Robert Kurz i Claus Peter Ortlieb-, Pepitas de Calabaza, 2009).